# Lakehills
Lakehills es un lugar designado por el censo ubicado en el condado de Bandera en el estado estadounidense de Texas. En el Censo de 2010 tenía una población de 5.150 habitantes y una densidad poblacional de 57,79 personas por km².

## Geografía
Lakehills se encuentra ubicado en las coordenadas 29°37′37″N 98°56′33″O / 29.62694, -98.94250. Según la Oficina del Censo de los Estados Unidos, Lakehills tiene una superficie total de 89.11 km², de la cual 78.5 km² corresponden a tierra firme y (11.9%) 10.61 km² es agua.

## Demografía
Según el censo de 2010, había 5.150 personas residiendo en Lakehills. La densidad de población era de 57,79 hab./km². De los 5.150 habitantes, Lakehills estaba compuesto por el 93.55% blancos, el 0.66% eran afroamericanos, el 0.52% eran amerindios, el 0.25% eran asiáticos, el 0.04% eran isleños del Pacífico, el 3.28% eran de otras razas y el 1.69% pertenecían a dos o más razas. Del total de la población el 17.63% eran hispanos o latinos de cualquier raza.